# Pachystropheus
Pachystropheus — викопний рід плазунів дискутованого систематичного положення, що існував на території Європи за пізнього тріасу.

## Історія вивчення
Pachystropheus rhaeticus було описано Ерікою фон Хюне 1935 року на основі фрагментарного матеріалу знайденого на території Англії, в покладах ретської формації Вестбері групи Пенарт. Фон Хюне віднесла Pachystropheus до Champsosauridae, що тоді вважалися групою дзьобоголових, проте надалі ця ідентифікація нерідко піддавалась критиці чи ігнорувалась, і не мала значного впливу на уявлення про еволюцію хорістодер. Ситуація змінилась коли Storrs і Gower (1993), вивчивши матеріал пахістрофея, підтвердили, що цей таксон дійсно належить до хорістодер. Це робило його найдавнішим відомим представником групи й відчутно скоротило її примарну лінію (чия довжина, однак, все одно складала понад 50 млн років).
Приналежність пахістрофея до хорістодер, однак, і надалі піддавали сумнівам. Так, Renesto (2005) вказував на подібність відомого матеріалу цього таксона до талатозавра Endennasaurus. Оскільки краніальні характеристики є визначальними в систематиці хорістодер віднесення пахістрофея, таксона відомого майже виключно з посткраніальних решток, до цієї групи наразі є сумнівним. Фактично, всі ознаки, що використовувались для обґрунтування цієї ідентифікації є поширеними серед водних рептилій, і не є унікальними для пахістрофея й хорістодер.

### Rysosteus
Оуен (1842) описав рід Rysosteus на основі одного хребця, комбінацію Rysosteus oweni було введено 1890 року. Припущення про синонімію цього таксона з Pachystropheus висувалося неодноразово, проте Rysosteus не може вважатися старшим синонімом Pachystropheus, оскільки формального діагнозу ні Оуен, ні Вудворд і Шерборн (1890) не запропонували, а голотип не було проілюстровано й наразі втрачено, що робить R. oweni nomen dubium.

## Палеоекологія
Нехай більшість матеріалу пахістрофея походить з Англії, відомо також про можливі фрагментарні знахідки з Німеччини й Франції. Відомий матеріал пахістрофея характеризується широкою варіацією розмірів: тим часом, як більшість зразків, що, ймовірно, були молодими особинами, мали довжину близько 1 метра, рідкісніші знахідки вказують на існування тварин, що могли сягати 2—2,5 метрів завдовжки. Примітно, що на відміну від більшості хорістодер, відомих як переважно прісноводні тварини, пахістрофей, імовірно, жив біля морського узбережжя. Незалежно від таксономічної ідентифікації, ця тварина була, найімовірніше, хижою, можливо рибоїдною.